# Kim loại nặng

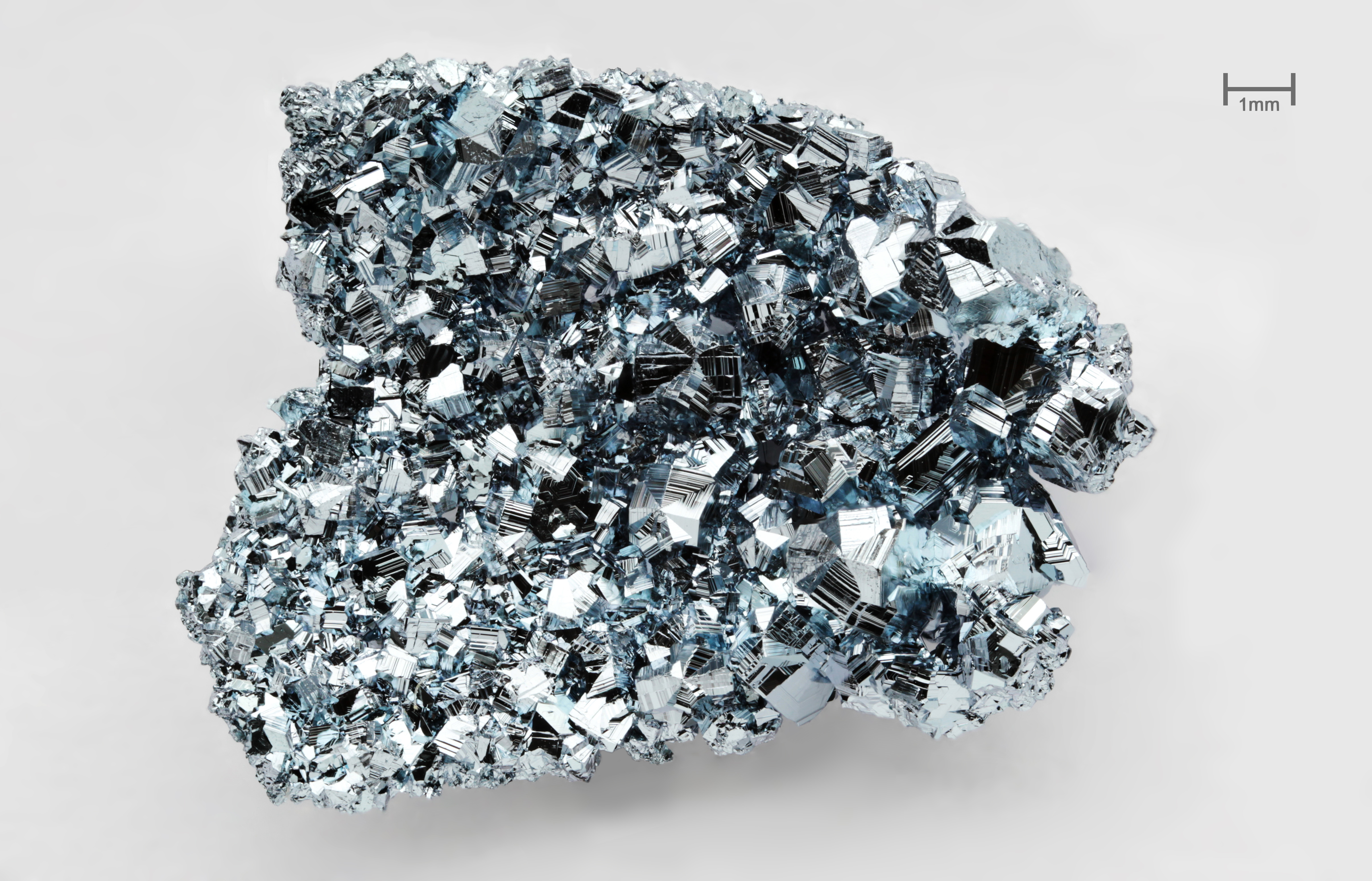
Tinh thể osmi, một kim loại nặng có khối lượng riêng lớn gấp hai lần chì

Kim loại nặng (tiếng Anh: heavy metal) thường được định nghĩa là kim loại có khối lượng riêng, khối lượng nguyên tử hoặc số hiệu nguyên tử lớn. Tiêu chí phân loại cụ thể, cũng như việc liệu có thể xếp á kim vào nhóm kim loại nặng hay không, khác nhau tùy thuộc vào tác giả và phạm vi áp dụng. Ví dụ, trong luyện kim, một kim loại nặng có thể được xác định dựa vào khối lượng riêng, trong khi tiêu chí phân loại trong vật lý có thể là số hiệu nguyên tử, còn ở hóa học, người ta thường chú ý đến tính chất hóa học của kim loại đó. Một số cách định nghĩa khác cũng đã được công bố, nhưng hiện chưa có cách nào trong số đó được chấp nhận rộng rãi. Các cách định nghĩa trong bài viết dưới đây bao hàm tối đa 96 trong 118 nguyên tố hóa học đã biết; chỉ có thủy ngân, chì và bismuth thỏa mãn tất cả các tiêu chí trong đó. Mặc dù chưa có sự thống nhất về mặt khái niệm, nhưng thuật ngữ "kim loại nặng" vẫn được dùng phổ biến trong khoa học. Khối lượng riêng từ 5 g/cm3 trở lên đôi lúc được xem là một tiêu chí thường dùng, và đây cũng là tiêu chí sẽ được áp dụng trong phần dưới của bài viết này.
Những kim loại mà người ta đã biết sớm nhất—kim loại thường gặp như sắt, đồng, thiếc và kim loại quý như bạc, vàng và platin—đều là kim loại nặng. Từ năm 1809 trở đi, các kim loại nhẹ như magnesi, nhôm và titani lần lượt được phát hiện, cùng với một số kim loại nặng ít gặp hơn như gali, thali và hafni.
Một số kim loại nặng đóng vai trò là chất dinh dưỡng thiết yếu (điển hình như sắt, cobalt và kẽm), hoặc tương đối vô hại (như rutheni, bạc và indi), nhưng có thể gây độc ở lượng lớn hơn hoặc ở một số dạng nhất định. Các kim loại nặng khác như cadmi, thủy ngân và chì có độc tính cao. Một số nguồn tiềm ẩn nguy cơ gây ngộ độc kim loại nặng bao gồm chất thải từ mỏ khai thác, đuôi quặng, chất thải công nghiệp, dòng chảy mặt, phơi nhiễm nghề nghiệp, sơn và gỗ chế biến.
Cần chú ý kỹ khi khảo sát tính chất vật lý và hóa học của kim loại nặng, do tính chất của các kim loại liên quan không phải lúc nào cũng được xác định một cách thống nhất. Ngoài việc có khối lượng riêng tương đối lớn, kim loại nặng thường có khả năng phản ứng thấp hơn kim loại nhẹ và có số lượng hợp chất sulfide và hydroxide tan ít hơn nhiều. Mặc dù có thể dễ dàng phân biệt một kim loại nặng như wolfram với một kim loại nhẹ như natri, nhưng một vài kim loại nặng như kẽm, thủy ngân và chì có một số tính chất đặc trưng của kim loại nhẹ, trong khi một vài kim loại nhẹ như beryli, scandi và titani có một số tính chất đặc trưng của kim loại nặng.
Kim loại nặng tương đối hiếm trên vỏ Trái Đất nhưng vẫn xuất hiện trong nhiều khía cạnh của đời sống. Một số ứng dụng của chúng bao gồm trong gậy đánh golf, ô tô, chất sát trùng, lò nướng tự làm sạch, chất dẻo, tấm quang năng, điện thoại di động và máy gia tốc hạt.

## Định nghĩa
Hiện nay vẫn chưa có định nghĩa nào về kim loại nặng được chấp thuận rộng rãi. Thuật ngữ này có thể mang nhiều ý nghĩa khác nhau, tùy theo phạm vi áp dụng. Ví dụ, trong luyện kim, một kim loại nặng có thể được xác định dựa vào khối lượng riêng, trong khi tiêu chí phân loại trong vật lý có thể là số hiệu nguyên tử, còn ở hóa học và sinh học, người ta thường chú ý đến tính chất hóa học của kim loại đó.
Tiêu chí về khối lượng riêng là từ trên 3,5 g/cm3 đến trên 7 g/cm3, tùy trường hợp. Tiêu chí về khối lượng nguyên tử có thể là lớn hơn natri (khối lượng nguyên tử 22,98); lớn hơn 40 (ngoại trừ kim loại khối s và khối f, chỉ tính từ scandi); hoặc lớn hơn 200, tức là từ thủy ngân trở đi. Tiêu chí về số hiệu nguyên tử của kim loại nặng thường là trên 20 (calci), và thỉnh thoảng có giới hạn trên là 92 (urani). Cách định nghĩa theo số hiệu nguyên tử gặp phải một vấn đề là liệt kê cả các kim loại có khối lượng riêng thấp. Chẳng hạn, rubidi trong nhóm (cột) 1 của bảng tuần hoàn có số hiệu nguyên tử là 37 nhưng chỉ có khối lượng riêng là 1,532 g/cm3, thấp hơn mức giới hạn dưới mà nhiều tác giả khác đặt ra. Vấn đề tương tự cũng có thể xảy ra đối với cách định nghĩa theo khối lượng nguyên tử.
Một tiêu chí khác được đề xuất là dựa vào đặc tính hóa học hoặc vị trí của kim loại trong bảng tuần hoàn. Dược điển Mỹ đưa ra một tiêu chí để phân biệt kim loại nặng nhờ thí nghiệm tạo kết tủa muối sulfide có màu từ tạp chất kim loại. Năm 1997, Stephen Hawkes, một giáo sư hóa học viết dựa trên 50 năm kinh nghiệm về thuật ngữ, nói rằng thuật ngữ này áp dụng được cho "kim loại có hợp chất sulfide và hydroxide không tan, có muối tan trong nước tạo thành dung dịch màu và phức chất thường có màu". Trên cơ sở các kim loại mà ông nhận thấy thường gọi là kim loại nặng, ông cho rằng có thể định nghĩa kim loại nặng (nói chung) là tất cả các kim loại trong bảng tuần hoàn ở cột 3 đến 16 và hàng 4 trở xuống, hay nói cách khác, chính là các kim loại chuyển tiếp và hậu chuyển tiếp. Toàn bộ nguyên tố họ Lanthan thỏa mãn đúng theo mô tả gồm ba phần của Hawkes; đặc tính này đối với các nguyên tố họ Actini vẫn chưa được xác định hoàn toàn.
Ở lĩnh vực hóa sinh, trên cơ sở các ion của chúng hoạt động theo đặc trưng acid Lewis (chất nhận một cặp electron) trong dung dịch nước, kim loại nặng đôi khi được định nghĩa là kim loại loại B hoặc kim loại trung gian. Trong hệ thống phân loại này, ion kim loại loại A ưa chất cho oxy; ion loại B ưa chất cho nitơ hoặc lưu huỳnh; ion kim loại trung gian thể hiện đặc trưng loại A hoặc loại B tùy trường hợp. Kim loại loại A, vốn thường có độ âm điện thấp cùng khả năng tạo liên kết có độ ion cao, bao gồm các kim loại kiềm và kiềm thổ, nhôm, kim loại nhóm 3, cùng kim loại họ Lanthan và Actini. Kim loại loại B thường có độ âm điện cao hơn và khả năng tạo liên kết với đặc trưng cộng hóa trị đáng kể, chủ yếu gồm các kim loại chuyển tiếp và hậu chuyển tiếp nặng hơn. Nhóm kim loại trung gian phần lớn bao gồm các kim loại chuyển tiếp và hậu chuyển tiếp nhẹ hơn (cùng với arsenic và antimon). Sự khác biệt giữa kim loại nhóm A với hai nhóm còn lại rất rõ ràng. Một đề xuất được trích dẫn nhiều trong các bài báo khoa học đề nghị áp dụng hệ thống phân loại như trên thay vì tên gọi trừu tượng hơn kim loại nặng, nhưng hiện nay vẫn chưa nhận được sự đồng thuận.

### Kim loại nặng môi trường

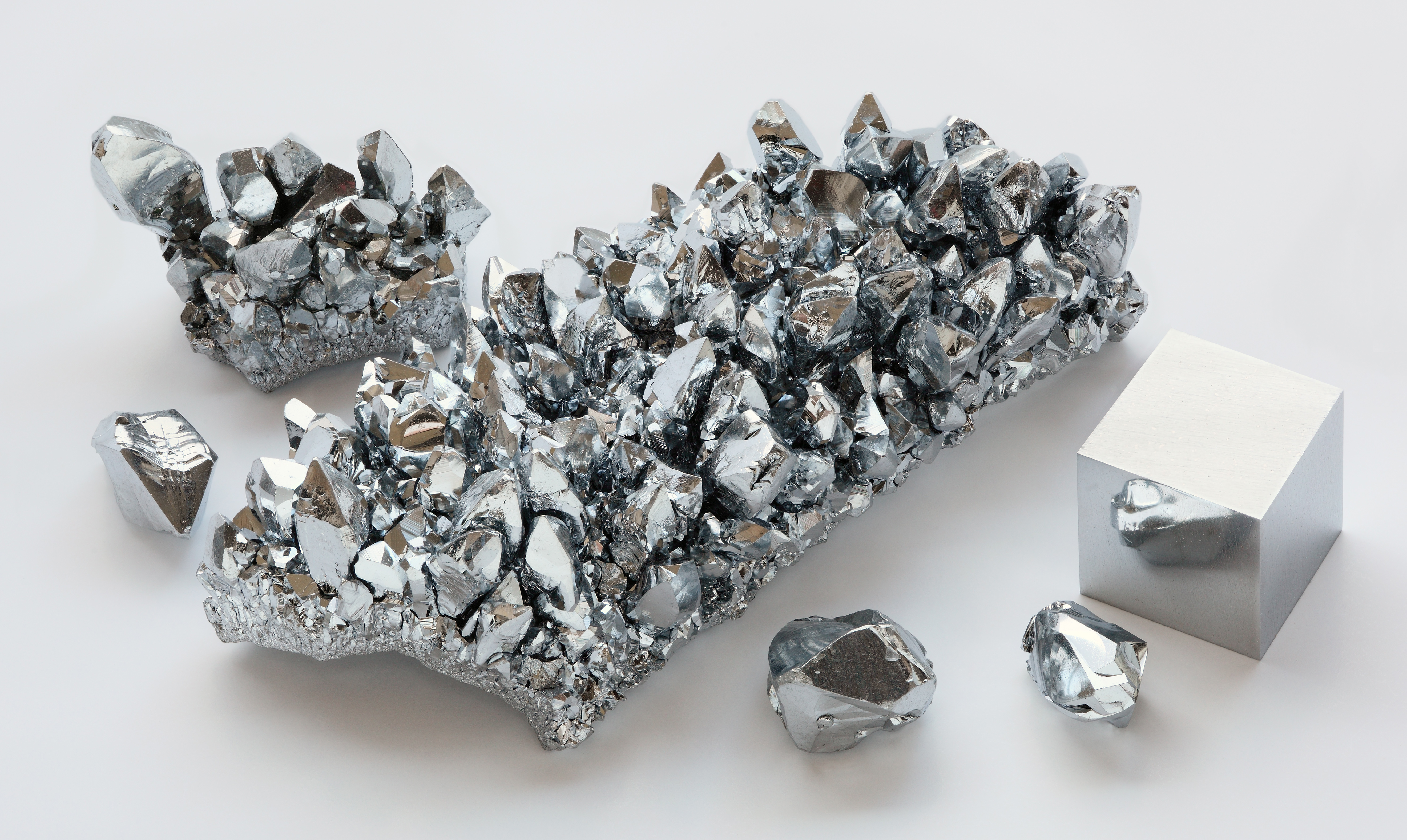
Tinh thể chromi và khối 1 cm^{3}
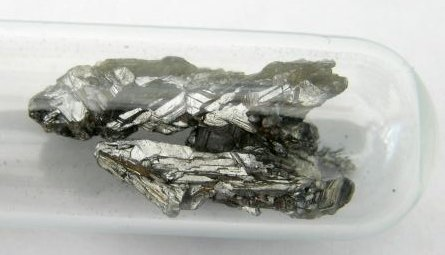
Arsenic, được cất trữ kín để chống xỉn màu
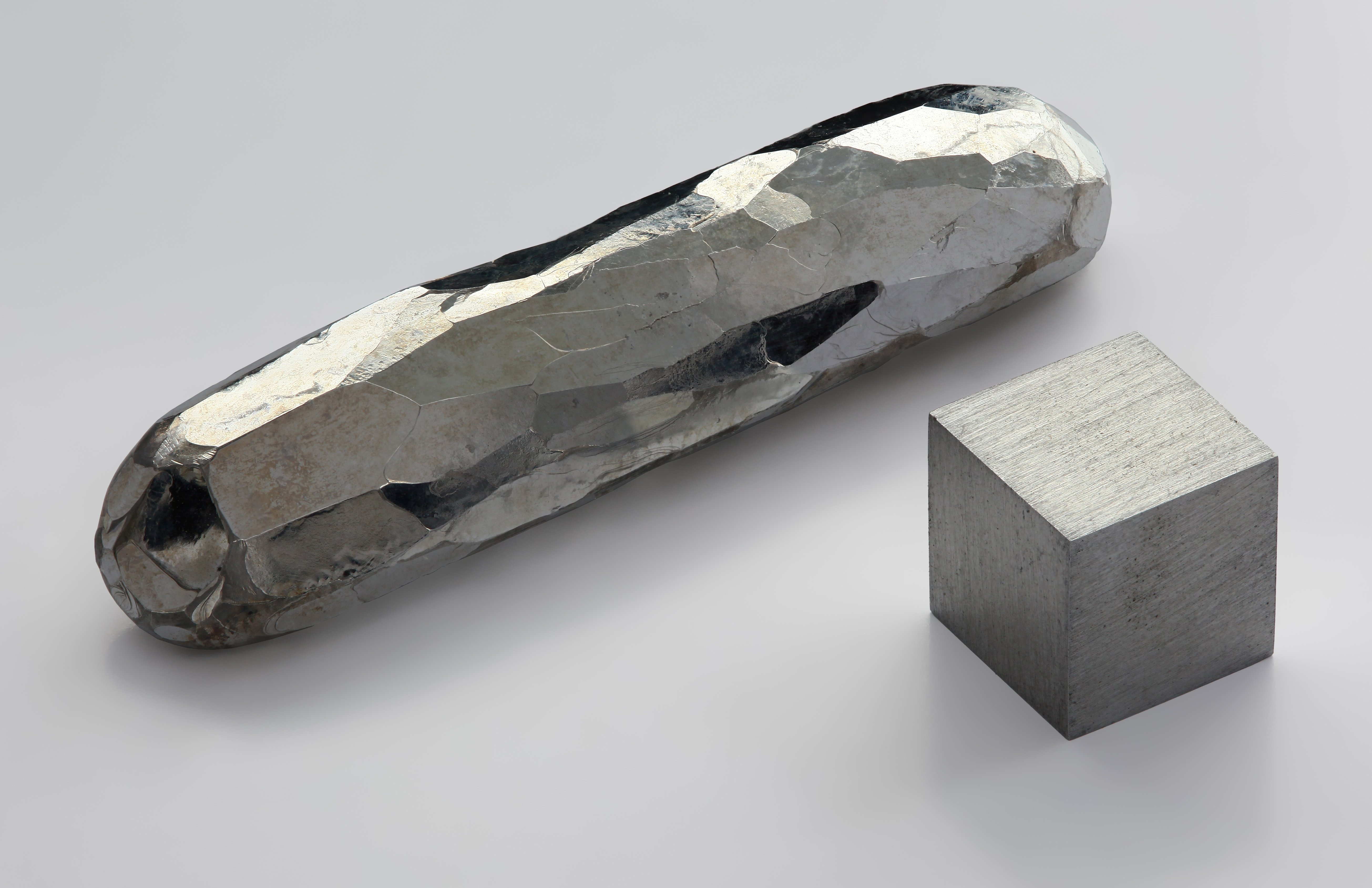
Thanh cadmi và khối 1 cm^{3}
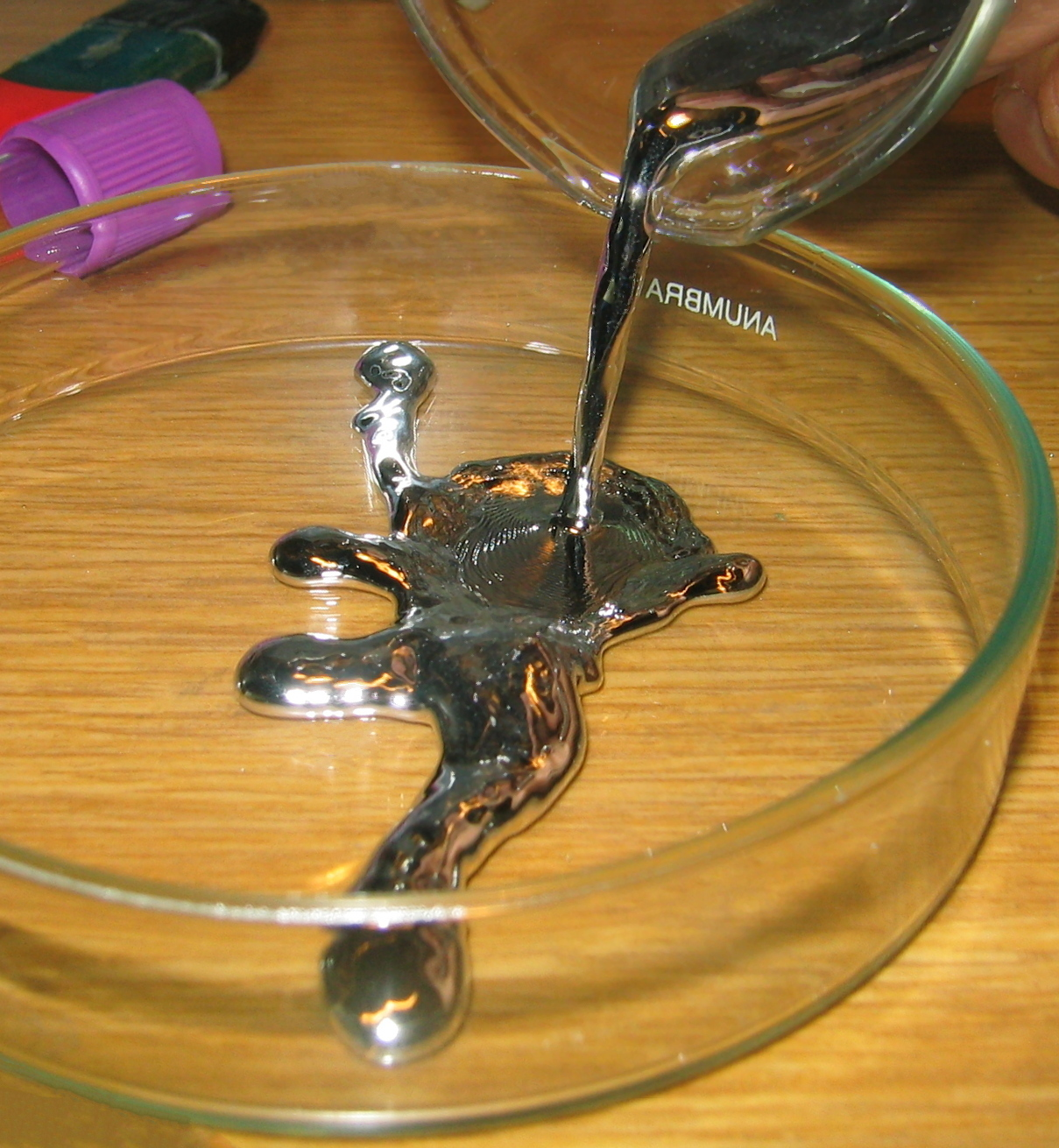
Thủy ngân đang được đổ xuống một đĩa Petri
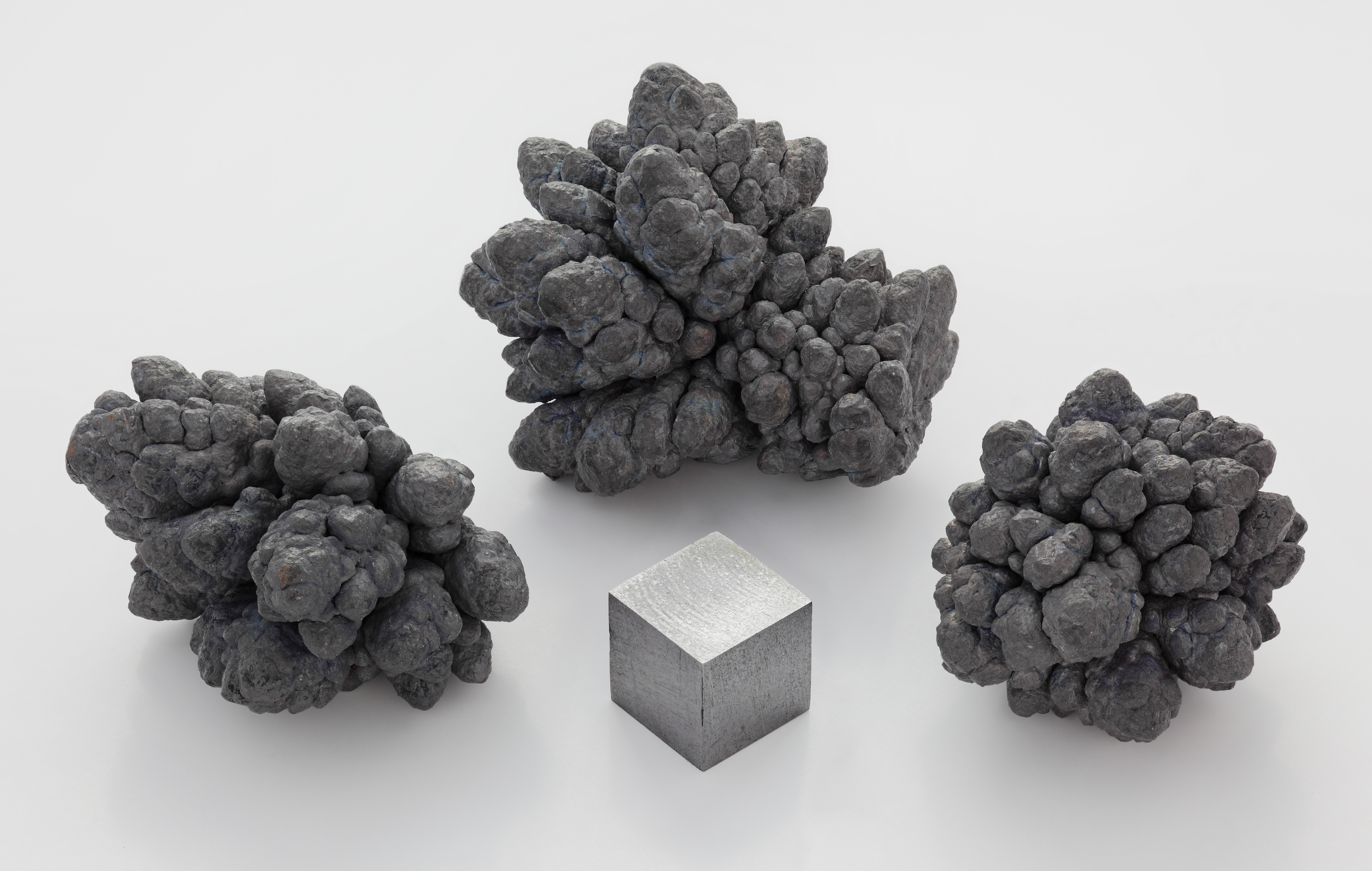
Chì đã oxy hóa và khối 1 cm^{3}

### Danh sách kim loại nặng theo khối lượng riêng
Khối lượng riêng từ 5 g/cm3 trở lên đôi lúc được xem là yếu tố xác định kim loại nặng thường dùng, và do hiện vẫn chưa có cách định nghĩa thống nhất, nên tiêu chí này được sử dụng để thiết lập danh sách và (nếu không nói gì thêm) sẽ là tiêu chí định hướng cho phần còn lại của bài viết. Á kim đáp ứng các tiêu chí áp dụng—chẳng hạn như arsenic và antimon—đôi khi được xếp vào nhóm kim loại nặng, đặc biệt trong hóa học môi trường như trường hợp ở đây. Seleni (khối lượng riêng 4,8 g/cm3) cũng được liệt kê trong danh sách. Nó có khối lượng riêng thấp một chút so với tiêu chí đặt ra và thỉnh thoảng được phân loại là á kim, nhưng có tính chất hóa học trong nước tương đồng ở một số phương diện với arsenic và antimon. Một số kim loại khác vốn đôi khi được xếp vào nhóm kim loại "nặng", như beryli (khối lượng riêng 1,8 g/cm3), nhôm (2,7 g/cm3), calci (1,55 g/cm3), và bari (3,6 g/cm3) trong trường hợp này sẽ được xem là kim loại nhẹ và nói chung sẽ không được khảo sát thêm nữa.
| Hydro (diatomic nonmetal) |                                |                     |                   |                         |                      |                       |                     |                     |                       |                    |                       |                      |                   |                      |                      |                           |                                |                           |                             |                             |                            |                                        |                                          |                                         |                              |                                      |                                 |                                       |                                         |                                          | Heli (noble gas)                        |
| Lithi (alkali metal)      | Beryli (alkaline earth metal)  |                     |                   |                         |                      |                       |                     |                     |                       |                    |                       |                      |                   |                      |                      |                           |                                |                           |                             |                             |                            |                                        |                                          |                                         |                              | Bor (metalloid)                      | Carbon (polyatomic nonmetal)    | Nitơ (diatomic nonmetal)              | Oxy (diatomic nonmetal)                 | Fluor (diatomic nonmetal)                | Neon (noble gas)                        |
| Natri (alkali metal)      | Magnesi (alkaline earth metal) |                     |                   |                         |                      |                       |                     |                     |                       |                    |                       |                      |                   |                      |                      |                           |                                |                           |                             |                             |                            |                                        |                                          |                                         |                              | Nhôm (post-transition metal)         | Silic (metalloid)               | Phosphor (polyatomic nonmetal)        | Lưu huỳnh (polyatomic nonmetal)         | Chlor (diatomic nonmetal)                | Argon (noble gas)                       |
| Kali (alkali metal)       | Calci (alkaline earth metal)   |                     |                   |                         |                      |                       |                     |                     |                       |                    |                       |                      |                   |                      |                      | Scandi (transition metal) | Titani (transition metal)      | Vanadi (transition metal) | Chrom (transition metal)    | Mangan (transition metal)   | Sắt (transition metal)     | Cobalt (transition metal)              | Nickel (transition metal)                | Đồng (transition metal)                 | Kẽm (transition metal)       | Gali (post-transition metal)         | Germani (metalloid)             | Arsenic (metalloid)                   | Seleni (polyatomic nonmetal)            | Brom (diatomic nonmetal)                 | Krypton (noble gas)                     |
| Rubidi (alkali metal)     | Stronti (alkaline earth metal) |                     |                   |                         |                      |                       |                     |                     |                       |                    |                       |                      |                   |                      |                      | Yttri (transition metal)  | Zirconi (transition metal)     | Niobi (transition metal)  | Molypden (transition metal) | Techneti (transition metal) | Rutheni (transition metal) | Rhodi (transition metal)               | Paladi (transition metal)                | Bạc (transition metal)                  | Cadmi (transition metal)     | Indi (post-transition metal)         | Thiếc (post-transition metal)   | Antimon (metalloid)                   | Teluri (metalloid)                      | Iod (diatomic nonmetal)                  | Xenon (noble gas)                       |
| Caesi (alkali metal)      | Bari (alkaline earth metal)    | Lantan (lanthanide) | Ceri (lanthanide) | Praseodymi (lanthanide) | Neodymi (lanthanide) | Promethi (lanthanide) | Samari (lanthanide) | Europi (lanthanide) | Gadolini (lanthanide) | Terbi (lanthanide) | Dysprosi (lanthanide) | Holmi (lanthanide)   | Erbi (lanthanide) | Thulium (lanthanide) | Ytterbi (lanthanide) | Luteti (lanthanide)       | Hafni (transition metal)       | Tantal (transition metal) | Wolfram (transition metal)  | Rheni (transition metal)    | Osmi (transition metal)    | Iridi (transition metal)               | Platin (transition metal)                | Vàng (transition metal)                 | Thuỷ ngân (transition metal) | Thali (post-transition metal)        | Chì (post-transition metal)     | Bismuth (post-transition metal)       | Poloni (metalloid)                      | Astatin (diatomic nonmetal)              | Radon (noble gas)                       |
| Franci (alkali metal)     | Radi (alkaline earth metal)    | Actini (actinide)   | Thori (actinide)  | Protactini (actinide)   | Urani (actinide)     | Neptuni (actinide)    | Plutoni (actinide)  | Americi (actinide)  | Curium (actinide)     | Berkeli (actinide) | Californi (actinide)  | Einsteini (actinide) | Fermi (actinide)  | Mendelevi (actinide) | Nobeli (actinide)    | Lawrenci (actinide)       | Rutherfordi (transition metal) | Dubni (transition metal)  | Seaborgi (transition metal) | Bohri (transition metal)    | Hassi (transition metal)   | Meitneri (unknown chemical properties) | Darmstadti (unknown chemical properties) | Roentgeni (unknown chemical properties) | Copernici (transition metal) | Nihoni (unknown chemical properties) | Flerovi (post-transition metal) | Moscovi (unknown chemical properties) | Livermori (unknown chemical properties) | Tennessine (unknown chemical properties) | Oganesson (unknown chemical properties) |

| Hydro (diatomic nonmetal) |                                |                     |                   |                         |                      |                       |                     |                     |                       |                    |                       |                      |                   |                      |                      |                           |                                |                           |                             |                             |                            |                                        |                                          |                                         |                              |                                      |                                 |                                       |                                         |                                          | Heli (noble gas)                        |
| Lithi (alkali metal)      | Beryli (alkaline earth metal)  |                     |                   |                         |                      |                       |                     |                     |                       |                    |                       |                      |                   |                      |                      |                           |                                |                           |                             |                             |                            |                                        |                                          |                                         |                              | Bor (metalloid)                      | Carbon (polyatomic nonmetal)    | Nitơ (diatomic nonmetal)              | Oxy (diatomic nonmetal)                 | Fluor (diatomic nonmetal)                | Neon (noble gas)                        |
| Natri (alkali metal)      | Magnesi (alkaline earth metal) |                     |                   |                         |                      |                       |                     |                     |                       |                    |                       |                      |                   |                      |                      |                           |                                |                           |                             |                             |                            |                                        |                                          |                                         |                              | Nhôm (post-transition metal)         | Silic (metalloid)               | Phosphor (polyatomic nonmetal)        | Lưu huỳnh (polyatomic nonmetal)         | Chlor (diatomic nonmetal)                | Argon (noble gas)                       |
| Kali (alkali metal)       | Calci (alkaline earth metal)   |                     |                   |                         |                      |                       |                     |                     |                       |                    |                       |                      |                   |                      |                      | Scandi (transition metal) | Titani (transition metal)      | Vanadi (transition metal) | Chrom (transition metal)    | Mangan (transition metal)   | Sắt (transition metal)     | Cobalt (transition metal)              | Nickel (transition metal)                | Đồng (transition metal)                 | Kẽm (transition metal)       | Gali (post-transition metal)         | Germani (metalloid)             | Arsenic (metalloid)                   | Seleni (polyatomic nonmetal)            | Brom (diatomic nonmetal)                 | Krypton (noble gas)                     |
| Rubidi (alkali metal)     | Stronti (alkaline earth metal) |                     |                   |                         |                      |                       |                     |                     |                       |                    |                       |                      |                   |                      |                      | Yttri (transition metal)  | Zirconi (transition metal)     | Niobi (transition metal)  | Molypden (transition metal) | Techneti (transition metal) | Rutheni (transition metal) | Rhodi (transition metal)               | Paladi (transition metal)                | Bạc (transition metal)                  | Cadmi (transition metal)     | Indi (post-transition metal)         | Thiếc (post-transition metal)   | Antimon (metalloid)                   | Teluri (metalloid)                      | Iod (diatomic nonmetal)                  | Xenon (noble gas)                       |
| Caesi (alkali metal)      | Bari (alkaline earth metal)    | Lantan (lanthanide) | Ceri (lanthanide) | Praseodymi (lanthanide) | Neodymi (lanthanide) | Promethi (lanthanide) | Samari (lanthanide) | Europi (lanthanide) | Gadolini (lanthanide) | Terbi (lanthanide) | Dysprosi (lanthanide) | Holmi (lanthanide)   | Erbi (lanthanide) | Thulium (lanthanide) | Ytterbi (lanthanide) | Luteti (lanthanide)       | Hafni (transition metal)       | Tantal (transition metal) | Wolfram (transition metal)  | Rheni (transition metal)    | Osmi (transition metal)    | Iridi (transition metal)               | Platin (transition metal)                | Vàng (transition metal)                 | Thuỷ ngân (transition metal) | Thali (post-transition metal)        | Chì (post-transition metal)     | Bismuth (post-transition metal)       | Poloni (metalloid)                      | Astatin (diatomic nonmetal)              | Radon (noble gas)                       |
| Franci (alkali metal)     | Radi (alkaline earth metal)    | Actini (actinide)   | Thori (actinide)  | Protactini (actinide)   | Urani (actinide)     | Neptuni (actinide)    | Plutoni (actinide)  | Americi (actinide)  | Curium (actinide)     | Berkeli (actinide) | Californi (actinide)  | Einsteini (actinide) | Fermi (actinide)  | Mendelevi (actinide) | Nobeli (actinide)    | Lawrenci (actinide)       | Rutherfordi (transition metal) | Dubni (transition metal)  | Seaborgi (transition metal) | Bohri (transition metal)    | Hassi (transition metal)   | Meitneri (unknown chemical properties) | Darmstadti (unknown chemical properties) | Roentgeni (unknown chemical properties) | Copernici (transition metal) | Nihoni (unknown chemical properties) | Flerovi (post-transition metal) | Moscovi (unknown chemical properties) | Livermori (unknown chemical properties) | Tennessine (unknown chemical properties) | Oganesson (unknown chemical properties) |

| Chiến lược: - Iridi - Osmi - Paladi - Platin - Rhodi - Rutheni | Phi chiến lược: - Bạc - Vàng |

| Hydro (diatomic nonmetal) |                                |                     |                   |                         |                      |                       |                     |                     |                       |                    |                       |                      |                   |                      |                      |                           |                                |                           |                             |                             |                            |                                        |                                          |                                         |                              |                                      |                                 |                                       |                                         |                                          | Heli (noble gas)                        |
| Lithi (alkali metal)      | Beryli (alkaline earth metal)  |                     |                   |                         |                      |                       |                     |                     |                       |                    |                       |                      |                   |                      |                      |                           |                                |                           |                             |                             |                            |                                        |                                          |                                         |                              | Bor (metalloid)                      | Carbon (polyatomic nonmetal)    | Nitơ (diatomic nonmetal)              | Oxy (diatomic nonmetal)                 | Fluor (diatomic nonmetal)                | Neon (noble gas)                        |
| Natri (alkali metal)      | Magnesi (alkaline earth metal) |                     |                   |                         |                      |                       |                     |                     |                       |                    |                       |                      |                   |                      |                      |                           |                                |                           |                             |                             |                            |                                        |                                          |                                         |                              | Nhôm (post-transition metal)         | Silic (metalloid)               | Phosphor (polyatomic nonmetal)        | Lưu huỳnh (polyatomic nonmetal)         | Chlor (diatomic nonmetal)                | Argon (noble gas)                       |
| Kali (alkali metal)       | Calci (alkaline earth metal)   |                     |                   |                         |                      |                       |                     |                     |                       |                    |                       |                      |                   |                      |                      | Scandi (transition metal) | Titani (transition metal)      | Vanadi (transition metal) | Chrom (transition metal)    | Mangan (transition metal)   | Sắt (transition metal)     | Cobalt (transition metal)              | Nickel (transition metal)                | Đồng (transition metal)                 | Kẽm (transition metal)       | Gali (post-transition metal)         | Germani (metalloid)             | Arsenic (metalloid)                   | Seleni (polyatomic nonmetal)            | Brom (diatomic nonmetal)                 | Krypton (noble gas)                     |
| Rubidi (alkali metal)     | Stronti (alkaline earth metal) |                     |                   |                         |                      |                       |                     |                     |                       |                    |                       |                      |                   |                      |                      | Yttri (transition metal)  | Zirconi (transition metal)     | Niobi (transition metal)  | Molypden (transition metal) | Techneti (transition metal) | Rutheni (transition metal) | Rhodi (transition metal)               | Paladi (transition metal)                | Bạc (transition metal)                  | Cadmi (transition metal)     | Indi (post-transition metal)         | Thiếc (post-transition metal)   | Antimon (metalloid)                   | Teluri (metalloid)                      | Iod (diatomic nonmetal)                  | Xenon (noble gas)                       |
| Caesi (alkali metal)      | Bari (alkaline earth metal)    | Lantan (lanthanide) | Ceri (lanthanide) | Praseodymi (lanthanide) | Neodymi (lanthanide) | Promethi (lanthanide) | Samari (lanthanide) | Europi (lanthanide) | Gadolini (lanthanide) | Terbi (lanthanide) | Dysprosi (lanthanide) | Holmi (lanthanide)   | Erbi (lanthanide) | Thulium (lanthanide) | Ytterbi (lanthanide) | Luteti (lanthanide)       | Hafni (transition metal)       | Tantal (transition metal) | Wolfram (transition metal)  | Rheni (transition metal)    | Osmi (transition metal)    | Iridi (transition metal)               | Platin (transition metal)                | Vàng (transition metal)                 | Thuỷ ngân (transition metal) | Thali (post-transition metal)        | Chì (post-transition metal)     | Bismuth (post-transition metal)       | Poloni (metalloid)                      | Astatin (diatomic nonmetal)              | Radon (noble gas)                       |
| Franci (alkali metal)     | Radi (alkaline earth metal)    | Actini (actinide)   | Thori (actinide)  | Protactini (actinide)   | Urani (actinide)     | Neptuni (actinide)    | Plutoni (actinide)  | Americi (actinide)  | Curium (actinide)     | Berkeli (actinide) | Californi (actinide)  | Einsteini (actinide) | Fermi (actinide)  | Mendelevi (actinide) | Nobeli (actinide)    | Lawrenci (actinide)       | Rutherfordi (transition metal) | Dubni (transition metal)  | Seaborgi (transition metal) | Bohri (transition metal)    | Hassi (transition metal)   | Meitneri (unknown chemical properties) | Darmstadti (unknown chemical properties) | Roentgeni (unknown chemical properties) | Copernici (transition metal) | Nihoni (unknown chemical properties) | Flerovi (post-transition metal) | Moscovi (unknown chemical properties) | Livermori (unknown chemical properties) | Tennessine (unknown chemical properties) | Oganesson (unknown chemical properties) |

| Chiến lược: - Chromi - Cobalt | Phi chiến lược: - Chì - Đồng - Kẽm - Molybden - Nickel - Sắt - Thiếc |

| Hydro (diatomic nonmetal) |                                |                     |                   |                         |                      |                       |                     |                     |                       |                    |                       |                      |                   |                      |                      |                           |                                |                           |                             |                             |                            |                                        |                                          |                                         |                              |                                      |                                 |                                       |                                         |                                          | Heli (noble gas)                        |
| Lithi (alkali metal)      | Beryli (alkaline earth metal)  |                     |                   |                         |                      |                       |                     |                     |                       |                    |                       |                      |                   |                      |                      |                           |                                |                           |                             |                             |                            |                                        |                                          |                                         |                              | Bor (metalloid)                      | Carbon (polyatomic nonmetal)    | Nitơ (diatomic nonmetal)              | Oxy (diatomic nonmetal)                 | Fluor (diatomic nonmetal)                | Neon (noble gas)                        |
| Natri (alkali metal)      | Magnesi (alkaline earth metal) |                     |                   |                         |                      |                       |                     |                     |                       |                    |                       |                      |                   |                      |                      |                           |                                |                           |                             |                             |                            |                                        |                                          |                                         |                              | Nhôm (post-transition metal)         | Silic (metalloid)               | Phosphor (polyatomic nonmetal)        | Lưu huỳnh (polyatomic nonmetal)         | Chlor (diatomic nonmetal)                | Argon (noble gas)                       |
| Kali (alkali metal)       | Calci (alkaline earth metal)   |                     |                   |                         |                      |                       |                     |                     |                       |                    |                       |                      |                   |                      |                      | Scandi (transition metal) | Titani (transition metal)      | Vanadi (transition metal) | Chrom (transition metal)    | Mangan (transition metal)   | Sắt (transition metal)     | Cobalt (transition metal)              | Nickel (transition metal)                | Đồng (transition metal)                 | Kẽm (transition metal)       | Gali (post-transition metal)         | Germani (metalloid)             | Arsenic (metalloid)                   | Seleni (polyatomic nonmetal)            | Brom (diatomic nonmetal)                 | Krypton (noble gas)                     |
| Rubidi (alkali metal)     | Stronti (alkaline earth metal) |                     |                   |                         |                      |                       |                     |                     |                       |                    |                       |                      |                   |                      |                      | Yttri (transition metal)  | Zirconi (transition metal)     | Niobi (transition metal)  | Molypden (transition metal) | Techneti (transition metal) | Rutheni (transition metal) | Rhodi (transition metal)               | Paladi (transition metal)                | Bạc (transition metal)                  | Cadmi (transition metal)     | Indi (post-transition metal)         | Thiếc (post-transition metal)   | Antimon (metalloid)                   | Teluri (metalloid)                      | Iod (diatomic nonmetal)                  | Xenon (noble gas)                       |
| Caesi (alkali metal)      | Bari (alkaline earth metal)    | Lantan (lanthanide) | Ceri (lanthanide) | Praseodymi (lanthanide) | Neodymi (lanthanide) | Promethi (lanthanide) | Samari (lanthanide) | Europi (lanthanide) | Gadolini (lanthanide) | Terbi (lanthanide) | Dysprosi (lanthanide) | Holmi (lanthanide)   | Erbi (lanthanide) | Thulium (lanthanide) | Ytterbi (lanthanide) | Luteti (lanthanide)       | Hafni (transition metal)       | Tantal (transition metal) | Wolfram (transition metal)  | Rheni (transition metal)    | Osmi (transition metal)    | Iridi (transition metal)               | Platin (transition metal)                | Vàng (transition metal)                 | Thuỷ ngân (transition metal) | Thali (post-transition metal)        | Chì (post-transition metal)     | Bismuth (post-transition metal)       | Poloni (metalloid)                      | Astatin (diatomic nonmetal)              | Radon (noble gas)                       |
| Franci (alkali metal)     | Radi (alkaline earth metal)    | Actini (actinide)   | Thori (actinide)  | Protactini (actinide)   | Urani (actinide)     | Neptuni (actinide)    | Plutoni (actinide)  | Americi (actinide)  | Curium (actinide)     | Berkeli (actinide) | Californi (actinide)  | Einsteini (actinide) | Fermi (actinide)  | Mendelevi (actinide) | Nobeli (actinide)    | Lawrenci (actinide)       | Rutherfordi (transition metal) | Dubni (transition metal)  | Seaborgi (transition metal) | Bohri (transition metal)    | Hassi (transition metal)   | Meitneri (unknown chemical properties) | Darmstadti (unknown chemical properties) | Roentgeni (unknown chemical properties) | Copernici (transition metal) | Nihoni (unknown chemical properties) | Flerovi (post-transition metal) | Moscovi (unknown chemical properties) | Livermori (unknown chemical properties) | Tennessine (unknown chemical properties) | Oganesson (unknown chemical properties) |

| Hydro (diatomic nonmetal) |                                |                     |                   |                         |                      |                       |                     |                     |                       |                    |                       |                      |                   |                      |                      |                           |                                |                           |                             |                             |                            |                                        |                                          |                                         |                              |                                      |                                 |                                       |                                         |                                          | Heli (noble gas)                        |
| Lithi (alkali metal)      | Beryli (alkaline earth metal)  |                     |                   |                         |                      |                       |                     |                     |                       |                    |                       |                      |                   |                      |                      |                           |                                |                           |                             |                             |                            |                                        |                                          |                                         |                              | Bor (metalloid)                      | Carbon (polyatomic nonmetal)    | Nitơ (diatomic nonmetal)              | Oxy (diatomic nonmetal)                 | Fluor (diatomic nonmetal)                | Neon (noble gas)                        |
| Natri (alkali metal)      | Magnesi (alkaline earth metal) |                     |                   |                         |                      |                       |                     |                     |                       |                    |                       |                      |                   |                      |                      |                           |                                |                           |                             |                             |                            |                                        |                                          |                                         |                              | Nhôm (post-transition metal)         | Silic (metalloid)               | Phosphor (polyatomic nonmetal)        | Lưu huỳnh (polyatomic nonmetal)         | Chlor (diatomic nonmetal)                | Argon (noble gas)                       |
| Kali (alkali metal)       | Calci (alkaline earth metal)   |                     |                   |                         |                      |                       |                     |                     |                       |                    |                       |                      |                   |                      |                      | Scandi (transition metal) | Titani (transition metal)      | Vanadi (transition metal) | Chrom (transition metal)    | Mangan (transition metal)   | Sắt (transition metal)     | Cobalt (transition metal)              | Nickel (transition metal)                | Đồng (transition metal)                 | Kẽm (transition metal)       | Gali (post-transition metal)         | Germani (metalloid)             | Arsenic (metalloid)                   | Seleni (polyatomic nonmetal)            | Brom (diatomic nonmetal)                 | Krypton (noble gas)                     |
| Rubidi (alkali metal)     | Stronti (alkaline earth metal) |                     |                   |                         |                      |                       |                     |                     |                       |                    |                       |                      |                   |                      |                      | Yttri (transition metal)  | Zirconi (transition metal)     | Niobi (transition metal)  | Molypden (transition metal) | Techneti (transition metal) | Rutheni (transition metal) | Rhodi (transition metal)               | Paladi (transition metal)                | Bạc (transition metal)                  | Cadmi (transition metal)     | Indi (post-transition metal)         | Thiếc (post-transition metal)   | Antimon (metalloid)                   | Teluri (metalloid)                      | Iod (diatomic nonmetal)                  | Xenon (noble gas)                       |
| Caesi (alkali metal)      | Bari (alkaline earth metal)    | Lantan (lanthanide) | Ceri (lanthanide) | Praseodymi (lanthanide) | Neodymi (lanthanide) | Promethi (lanthanide) | Samari (lanthanide) | Europi (lanthanide) | Gadolini (lanthanide) | Terbi (lanthanide) | Dysprosi (lanthanide) | Holmi (lanthanide)   | Erbi (lanthanide) | Thulium (lanthanide) | Ytterbi (lanthanide) | Luteti (lanthanide)       | Hafni (transition metal)       | Tantal (transition metal) | Wolfram (transition metal)  | Rheni (transition metal)    | Osmi (transition metal)    | Iridi (transition metal)               | Platin (transition metal)                | Vàng (transition metal)                 | Thuỷ ngân (transition metal) | Thali (post-transition metal)        | Chì (post-transition metal)     | Bismuth (post-transition metal)       | Poloni (metalloid)                      | Astatin (diatomic nonmetal)              | Radon (noble gas)                       |
| Franci (alkali metal)     | Radi (alkaline earth metal)    | Actini (actinide)   | Thori (actinide)  | Protactini (actinide)   | Urani (actinide)     | Neptuni (actinide)    | Plutoni (actinide)  | Americi (actinide)  | Curium (actinide)     | Berkeli (actinide) | Californi (actinide)  | Einsteini (actinide) | Fermi (actinide)  | Mendelevi (actinide) | Nobeli (actinide)    | Lawrenci (actinide)       | Rutherfordi (transition metal) | Dubni (transition metal)  | Seaborgi (transition metal) | Bohri (transition metal)    | Hassi (transition metal)   | Meitneri (unknown chemical properties) | Darmstadti (unknown chemical properties) | Roentgeni (unknown chemical properties) | Copernici (transition metal) | Nihoni (unknown chemical properties) | Flerovi (post-transition metal) | Moscovi (unknown chemical properties) | Livermori (unknown chemical properties) | Tennessine (unknown chemical properties) | Oganesson (unknown chemical properties) |

| Hydro (diatomic nonmetal) |                                |                     |                   |                         |                      |                       |                     |                     |                       |                    |                       |                      |                   |                      |                      |                           |                                |                           |                             |                             |                            |                                        |                                          |                                         |                              |                                      |                                 |                                       |                                         |                                          | Heli (noble gas)                        |
| Lithi (alkali metal)      | Beryli (alkaline earth metal)  |                     |                   |                         |                      |                       |                     |                     |                       |                    |                       |                      |                   |                      |                      |                           |                                |                           |                             |                             |                            |                                        |                                          |                                         |                              | Bor (metalloid)                      | Carbon (polyatomic nonmetal)    | Nitơ (diatomic nonmetal)              | Oxy (diatomic nonmetal)                 | Fluor (diatomic nonmetal)                | Neon (noble gas)                        |
| Natri (alkali metal)      | Magnesi (alkaline earth metal) |                     |                   |                         |                      |                       |                     |                     |                       |                    |                       |                      |                   |                      |                      |                           |                                |                           |                             |                             |                            |                                        |                                          |                                         |                              | Nhôm (post-transition metal)         | Silic (metalloid)               | Phosphor (polyatomic nonmetal)        | Lưu huỳnh (polyatomic nonmetal)         | Chlor (diatomic nonmetal)                | Argon (noble gas)                       |
| Kali (alkali metal)       | Calci (alkaline earth metal)   |                     |                   |                         |                      |                       |                     |                     |                       |                    |                       |                      |                   |                      |                      | Scandi (transition metal) | Titani (transition metal)      | Vanadi (transition metal) | Chrom (transition metal)    | Mangan (transition metal)   | Sắt (transition metal)     | Cobalt (transition metal)              | Nickel (transition metal)                | Đồng (transition metal)                 | Kẽm (transition metal)       | Gali (post-transition metal)         | Germani (metalloid)             | Arsenic (metalloid)                   | Seleni (polyatomic nonmetal)            | Brom (diatomic nonmetal)                 | Krypton (noble gas)                     |
| Rubidi (alkali metal)     | Stronti (alkaline earth metal) |                     |                   |                         |                      |                       |                     |                     |                       |                    |                       |                      |                   |                      |                      | Yttri (transition metal)  | Zirconi (transition metal)     | Niobi (transition metal)  | Molypden (transition metal) | Techneti (transition metal) | Rutheni (transition metal) | Rhodi (transition metal)               | Paladi (transition metal)                | Bạc (transition metal)                  | Cadmi (transition metal)     | Indi (post-transition metal)         | Thiếc (post-transition metal)   | Antimon (metalloid)                   | Teluri (metalloid)                      | Iod (diatomic nonmetal)                  | Xenon (noble gas)                       |
| Caesi (alkali metal)      | Bari (alkaline earth metal)    | Lantan (lanthanide) | Ceri (lanthanide) | Praseodymi (lanthanide) | Neodymi (lanthanide) | Promethi (lanthanide) | Samari (lanthanide) | Europi (lanthanide) | Gadolini (lanthanide) | Terbi (lanthanide) | Dysprosi (lanthanide) | Holmi (lanthanide)   | Erbi (lanthanide) | Thulium (lanthanide) | Ytterbi (lanthanide) | Luteti (lanthanide)       | Hafni (transition metal)       | Tantal (transition metal) | Wolfram (transition metal)  | Rheni (transition metal)    | Osmi (transition metal)    | Iridi (transition metal)               | Platin (transition metal)                | Vàng (transition metal)                 | Thuỷ ngân (transition metal) | Thali (post-transition metal)        | Chì (post-transition metal)     | Bismuth (post-transition metal)       | Poloni (metalloid)                      | Astatin (diatomic nonmetal)              | Radon (noble gas)                       |
| Franci (alkali metal)     | Radi (alkaline earth metal)    | Actini (actinide)   | Thori (actinide)  | Protactini (actinide)   | Urani (actinide)     | Neptuni (actinide)    | Plutoni (actinide)  | Americi (actinide)  | Curium (actinide)     | Berkeli (actinide) | Californi (actinide)  | Einsteini (actinide) | Fermi (actinide)  | Mendelevi (actinide) | Nobeli (actinide)    | Lawrenci (actinide)       | Rutherfordi (transition metal) | Dubni (transition metal)  | Seaborgi (transition metal) | Bohri (transition metal)    | Hassi (transition metal)   | Meitneri (unknown chemical properties) | Darmstadti (unknown chemical properties) | Roentgeni (unknown chemical properties) | Copernici (transition metal) | Nihoni (unknown chemical properties) | Flerovi (post-transition metal) | Moscovi (unknown chemical properties) | Livermori (unknown chemical properties) | Tennessine (unknown chemical properties) | Oganesson (unknown chemical properties) |

| † | Antimon, arsenic, germani và teluri thường được xem là á kim; với seleni thì cách phân loại này ít gặp hơn. |
| ‡ | Astatin được dự đoán là kim loại. |
| ☢ | Tất cả đồng vị của 34 nguyên tố này đều không bền và do đó có tính phóng xạ. Điều này cũng đúng với bismuth, nhưng nó chưa hẳn được gọi là nguyên tố phóng xạ do chu kỳ bán rã 19 tỷ tỷ năm của nó gấp hơn một tỷ lần tuổi của vũ trụ (khoảng 13,8 tỷ năm). |
| ¶ | Tám nguyên tố này tồn tại trong tự nhiên nhưng ở lượng nhỏ đến mức không khả thi để điều chế về mặt kinh tế. |